# ラスポテト

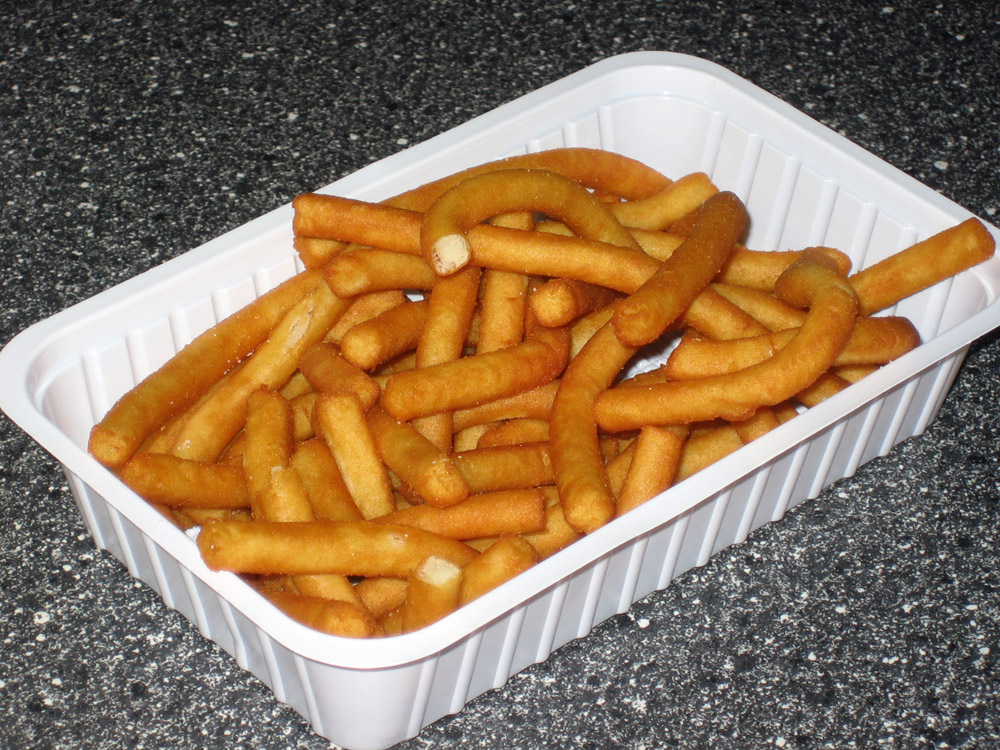
ラスポテト

ラスポテト（オランダ語: Raspatat、ラスパタート）は、オランダ発祥のジャガイモ料理で、フライドポテトの一種。
名称のラス（ras）は、ポテト粉末（ポテトグラニュールス）やポテトフレークを製造するオランダ企業リクソナ社（Rixona B. V. 、2004年よりジャガイモ加工品総合企業アビコ（Aviko B. V.）・グループ傘下）の商標名で、オランダ語で「民族、血族、仲間」などを意味する。パタート（patat）はオランダ語でフライドポテトのこと。

## 調理法
粉末状にしたジャガイモを水で溶き、底に穴を開けた容器から絞り出して細長く成形し、食用油で揚げる。成型時の太さによって食感を変えることができる。
冷凍ポテトと比べ、材料の常温保存が可能・調理時間が短くて済む・温度変化による揚げ油の劣化が抑えられる・商品の大きさを揃えられるなどの利点がある。ただし、あらかじめ粉を水で練る必要があるため、直接揚げられる冷凍ポテトと比べ工程は増える。

## 日本での状況
日本では1970年代初頭頃からラス・スーパーフライ株式会社が粉末ポテト成形機の輸入を開始。一部の観光地やショッピングセンターの売店などで軽食として販売されていたが、冷凍ポテトの普及により、販売店が減少。愛好者からの問い合わせが増えたことに応え、家庭向けにもポテト粉末と成形機（マッシャー）を販売するようになった。
2020年現在では、静岡県御殿場市にあるレジャー施設御殿場高原時之栖内、静岡県磐田市にある「おやつ専科カンサス磐田店」・「おやつ専科カンサス豊岡元気村店」、兵庫県西宮市にある阪神甲子園球場内の「ライブレストラン ファイア」、山口県山口市の長沢温泉にある長沢ガーデン「メリーランド」、宮城県仙台市にある「八木山ベニーランド」、横浜市にあるバー「ベイブルーイング戸塚店」、東京都荒川区にあるラスポテト専門店「Ras Friet」等にて販売されていることが確認されている。
沖縄のA&Wでは「スーパーフライ」として販売されている。